# Masdevallia ortalis
Masdevallia ortalis är en orkidéart som beskrevs av Carlyle August Luer. Masdevallia ortalis ingår i släktet Masdevallia och familjen orkidéer.
Artens utbredningsområde är Ecuador. Inga underarter finns listade i Catalogue of Life.